# Sinagoga di Pitigliano
La sinagoga di Pitigliano è uno dei monumenti più caratteristici del centro storico dell'omonima località.

## Storia e descrizione
L'insediamento della comunità ebraica a Pitigliano avvenne dopo la metà del XVI secolo, sotto la protezione dei conti Orsini; si ipotizza che l'attuale sinagoga sia sorta su un oratorio preesistente. L'attuale costruzione risale al 1598.
L'edificio sacro sorge nella zona anticamente abitata dalla comunità ebraica di Pitigliano, che si caratterizza per stretti vicoli ed archi molto suggestivi.
L'accesso alla sinagoga avviene attraverso un ampio portale ad arco che conduce ad un piccolo cortile aperto; una lapide al suo interno ne attribuisce la fondazione a Jeudà figlio di Shebbetai.
Sulla porta d'ingresso è presente un'iscrizione che recita:
"E facciano per me un Santuario ed io abiterò in mezzo ad essi. Aprite per me le porte della giustizia. Questa è la porta [che conduce] al Signore".

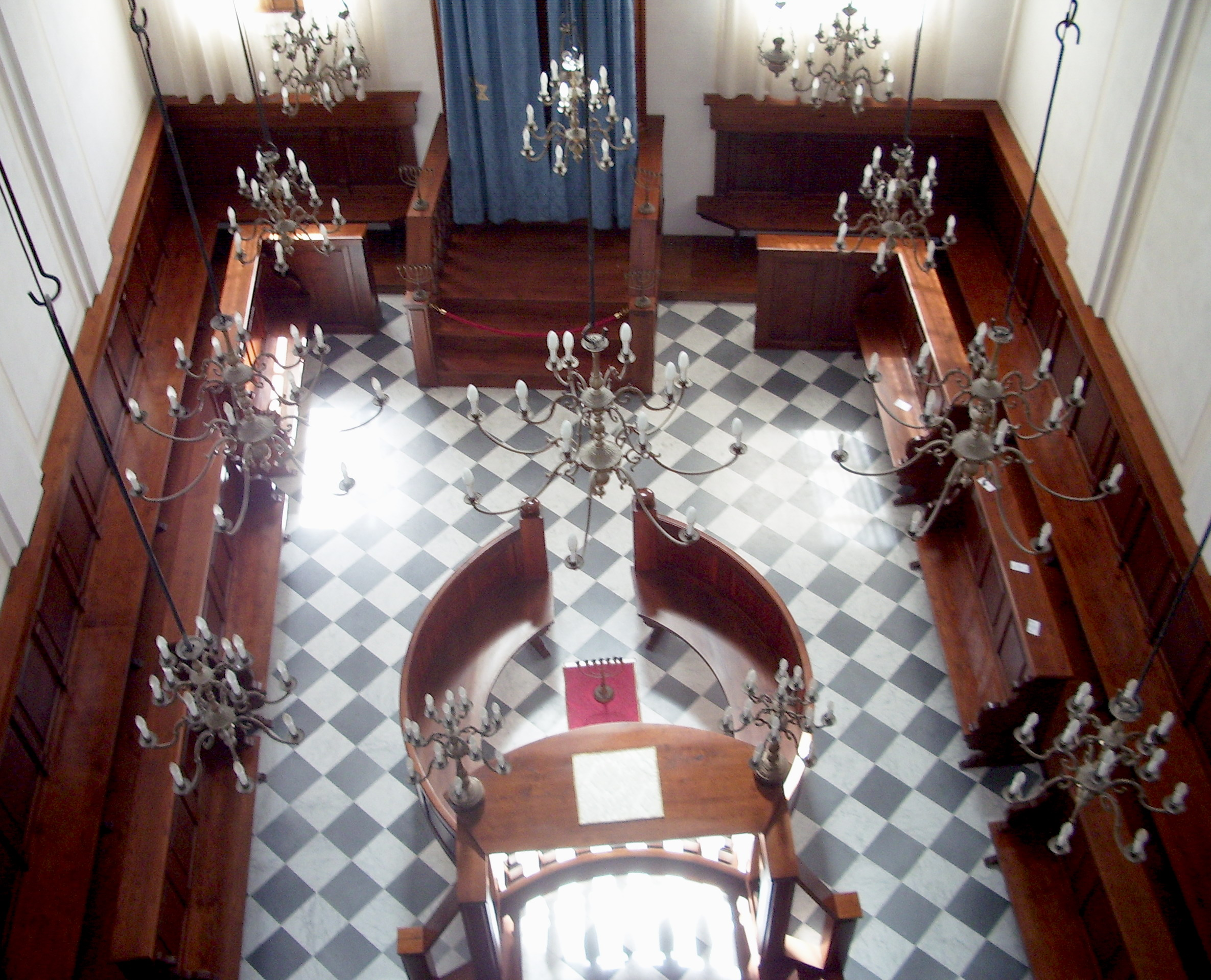
L'interno della Sinagoga di Pitigliano

All'interno del tempio sono collocati arredi che risalgono in larga parte al XVI e XVII secolo.
Nel corso dei secoli, l'edificio religioso è stato restaurato in varie occasioni, nel 1756, nel 1835, quando la facciata è stata arricchita di stucchi rococò, nel 1931 e infine nel 1995, ad opera del Comune di Pitigliano: quest'ultimo restauro ha permesso di recuperare completamente il luogo di culto e di riportarlo agli antichi splendori.
La Sinagoga e il museo attiguo sono visitabili tutti i giorni (escluso il sabato).